# Karl Motz (Politiker)
Karl Motz (* 26. Dezember 1893 in Katzweiler; † 11. Februar 1963 in Homburg) war ein deutscher Politiker (DVP, später FDP).

## Leben
Nach dem Besuch der Volksschule und der Mittelschule absolvierte Motz eine kaufmännische Lehre, die er mit der Gehilfenprüfung abschloss. Ab 1914 nahm er als Soldat am Ersten Weltkrieg teil. Er arbeitete zunächst als Kaufmannsgehilfe und betrieb ab 1928 ein Geschäft als selbständiger Landwarenkaufmann. 1933 wurde er Betriebsleiter der Milchgenossenschaft Katzweiler und Geschäftsführer des Milchversorgungsverbandes Pfalz.
Motz schloss sich nach der Novemberrevolution den Jungliberalen an. Er war von 1920 bis 1921 Mitglied der SPD und trat 1928 in die Deutsche Volkspartei (DVP) ein. Von 1930 bis 1933 bekleidete er das Bürgermeisteramt der Gemeinde Katzweiler. Zum 1. Mai 1933 trat er in die NSDAP ein (Mitgliedsnummer 3.272.007).
Nach dem Zweiten Weltkrieg wurde Motz in einem Spruchkammerverfahren entnazifiziert. Am 26. November 1946 belegte ihn die Zentralspruchkammer Neustadt mit einem zweijährigen Berufsverbot und verurteilte ihn zu einer Geldbuße von 15.000 Reichsmark. Ab 1950 war er wieder als Landwarenkaufmann in Katzweiler tätig und wirkte als Vorsitzender im Fachverband des Pfälzischen Landhandels.
Motz trat nach 1945 in den Sozialen Volksbund ein, der mit anderen liberalen Parteien zum Landesverband der FDP Rheinland-Pfalz fusionierte. Er war Vorstandsmitglied des FDP-Kreisverbandes Kaiserslautern und Mitglied im Landesvorstand der Partei. Kommunalpolitisch betätigte er sich als Abgeordneter und Vorsitzender der FDP-Fraktion im Kreistag des Landkreises Kaiserslautern.
Bei der Landtagswahl 1951 wurde Motz über einen Listenplatz der FDP in den Rheinland-Pfälzischen Landtag gewählt, dem er bis zum Ende der Legislaturperiode 1955 angehörte. Im Parlament war er Vorsitzender des Petitionsausschusses und Mitglied des Grenzlandausschusses sowie des Hauptausschusses. Vom 15. September 1953 bis 1955 war er als Nachfolger von Karl Lahr Vorsitzender der FDP-Landtagsfraktion.

## Ehrungen und Auszeichnungen
- 1954: Großes Verdienstkreuz der Bundesrepublik Deutschland[2]